# Asedio de Mons (1572)
El asedio de Mons tuvo lugar entre el 24 de mayo y el 19 de septiembre de 1572, en los comienzos de la Guerra de los Ochenta Años, por parte de los tercios españoles de Fernando Álvarez de Toledo, III duque de Alba, tras la toma por sorpresa de la ciudad flamenca de Mons por los hugonotes franceses liderados por el neerlandés Luis de Nassau. Los tercios derrotaron a las fuerzas de Guillermo de Orange que se acercaban a socorrerla y consiguieron su rendición.

## Toma de Mons
El 23 de mayo de 1572 Luis de Nassau llegó a Mons junto con Mos de Genlis tras tomar Valenciennes y con 1000 soldados de infantería y 500 de caballería, que acamparon en las inmediaciones de la ciudad. Tras averiguar los horarios de apertura de las puertas de Mons, al día siguiente, 50 dragones con Luis de Nassau al frente penetraron en la ciudad; tras ellos entró el grueso del ejército, que venciendo a la guarnición española defensora tomó el control de la villa. Tres días después llegarían 2.000 soldados franceses más y pocos días más tarde el conde Montgomery con otros 1300 de infantería y 1.200 de caballería.
Fernando Álvarez de Toledo, gobernador de los Países Bajos en nombre de Felipe II de España, envió a su hijo Don Fadrique con 4.000 soldados de los tercios españoles, a sitiar Mons.
Mientras tanto, Guillermo de Orange había reclutado en Alemania un ejército de 14.000 soldados de infantería y 3.000 de caballería. El 7 de julio cruzó el Rin, entrando en los Países Bajos.
Adrien de Hangest, señor de Genlis, enviado a Francia por Luis de Nassau, volvió hacia Mons con un ejército de 10 000 hugonotes franceses. Las órdenes de Luis de Nassau eran que Genlis debía unir sus fuerzas a las de Guillermo de Orange. A mediados de julio Genlis cruzó la frontera de Francia y llegó a  Saint-Ghislain a 10 km de Mons. Fadrique, enterado de su llegada, avanzó hacia él con 4.000 soldados de infantería, 1.500 jinetes y 3.000 lugareños católicos levados para la ocasión. Noircames, al mando de la caballería española, cargó contra el ejército francés, seguido por la infantería; los hugonotes fueron contundentemente derrotados: Genlis fue hecho prisionero, y posteriormente ejecutado, 1.200 franceses resultaron muertos en el enfrentamiento y los demás dispersados; en los días siguientes muchos de éstos serían asesinados por los lugareños. En torno a 100 conseguirían entrar en Mons.
Guillermo de Orange avanzó por el interior del país. El 23 de julio, tras tomar Roermond, sus tropas se amotinaron, negándose a seguir avanzando hasta que se les hubieran satisfecho las pagas atrasadas, aprovechando los españoles para recuperar Valenciennes. El 27 de agosto, con las garantías de pago de algunas ciudades de Holanda, cruzaron el Mosa, avanzando por Diest, Termonde, Oudenaarde y Nivelles.

## Encamisada
En la noche del 11 al 12 de septiembre Julián Romero, militar español, penetró en el campamento de Guillermo de Orange en Hermigny al mando de 600 arcabuceros, quedando como reserva, en retaguardia, otro número igual, donde también figuraban alabarderos, así como unidades de caballería ligera, cuyo fin era proteger la retirada de las fuerzas que realizaban la incursión. En este ataque murieron 600 rebeldes por solo 60 españoles, fueron desbarrigados cientos de caballos e incendiada y destruida gran cantidad de la impedimenta enemiga. Allí estuvo a punto de morir Guillermo de Orange, el jefe de los rebeldes flamencos, al que salvaron los ladridos de su perra spaniel que dormía a su lado. Se dijo, que a partir de entonces, durmió siempre con un animal de esta raza junto a él.
Guillermo de Orange se retiró con su ejército hacia Wronne, Nivelles, Malinas y Orsoy; cruzando el Mosa. Sus tropas, amotinadas por la falta de paga, se dispersaron en dirección a Alemania. Guillermo salió, casi solo, hacia Holanda.

## Rendición de Mons
Tras la derrota de los hugonotes franceses de Mos de Genlis y la retirada del ejército de Guillermo de Orange, Luis de Nassau se encontró aislado en Mons; sus tropas, formadas por hugonotes franceses, se amotinaron al sentirse traicionadas por el apoyo del rey de Francia a la matanza de San Bartolomé.
El 19 de septiembre se acordaron los términos de la capitulación entre De la None por la parte holandesa y Noircames en representación de los españoles:
- La ciudad sería entregada al duque de Alba;
- Los soldados franceses en Mons saldrían con sus armas; deberían dar su palabra de no enfrentarse a los reyes de Francia o España (este punto no se aplicaría a Luis de Nassau ni a los soldados ingleses o alemanes);
- Los protestantes y los alzados contra España deberían abandonar la ciudad, permitiéndoseles llevar sus propiedades;
- Se intercambiarían los prisioneros hechos durante el asedio;
- Se habilitarían transportes y provisiones para la salida de los vencidos.

Luis de Nassau sería recibido por el duque de Alba, el duque de Medinaceli y Don Fadrique. La ciudad sería evacuada el día 21; el 24 el duque de Alba entraba en Mons y Noircames, por su cargo como gobernador de Henao, asumió el mando de la ciudad.
La ciudad de Mons permanecería en poder español hasta su toma por las tropas francesas el 10 de abril de 1691.

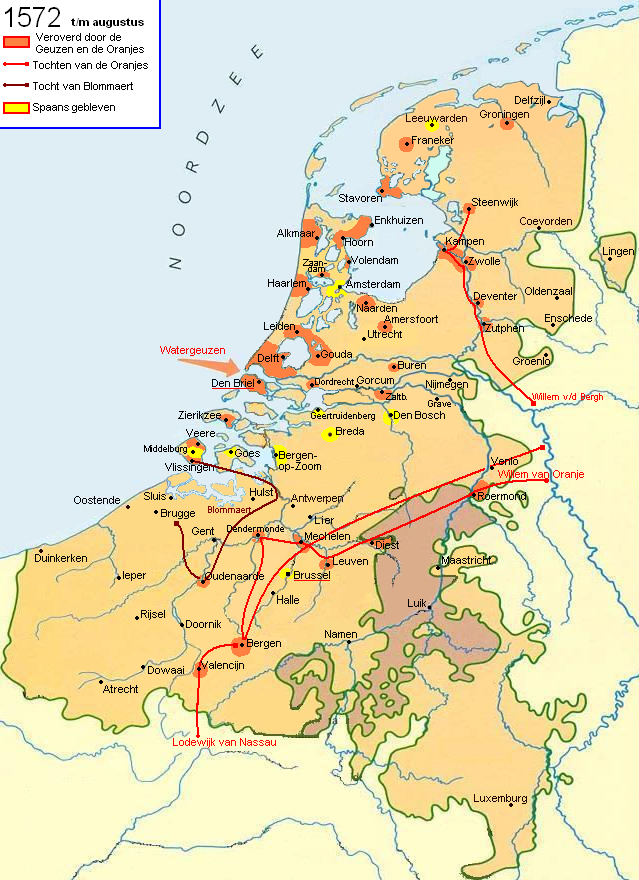
Situación de los Países Bajos en agosto de 1572.